# Monte Pegge
Il Monte Pegge (775 m s.l.m.) è una montagna dell'Appennino ligure.

## Descrizione
La montagna si trova nei comuni di Coreglia Ligure e di Rapallo ed è la seconda vetta più alta della città. Sulla sua cima è presente il rifugio "Margherita", di proprietà del Gruppo  Alpini di Rapallo. Molti escursionisti decidono di venire fino a Monte Pegge, infatti è raggiungibile dal Monte Manico del Lume oppure dal Passo della Crocetta: in entrambi i casi a piedi. Monte Pegge è sosta di molte persone che, arrivate a Montallegro, decidono di partire da lì e passare dal rifugio Margherita per poi proseguire verso il Manico del Lume e finire l'escursione a Recco. Dalla sua cima è presente un panorama magnifico, infatti si può ammirare il Promontorio di Portofino, il Tigullio, il Golfo Paradiso  e anche i monti dell'entroterra ligure come il Monte Ramaceto.
Se c'è bel tempo, dalla vetta del monte può essere visibile la Corsica e l'Isola di Gorgona.

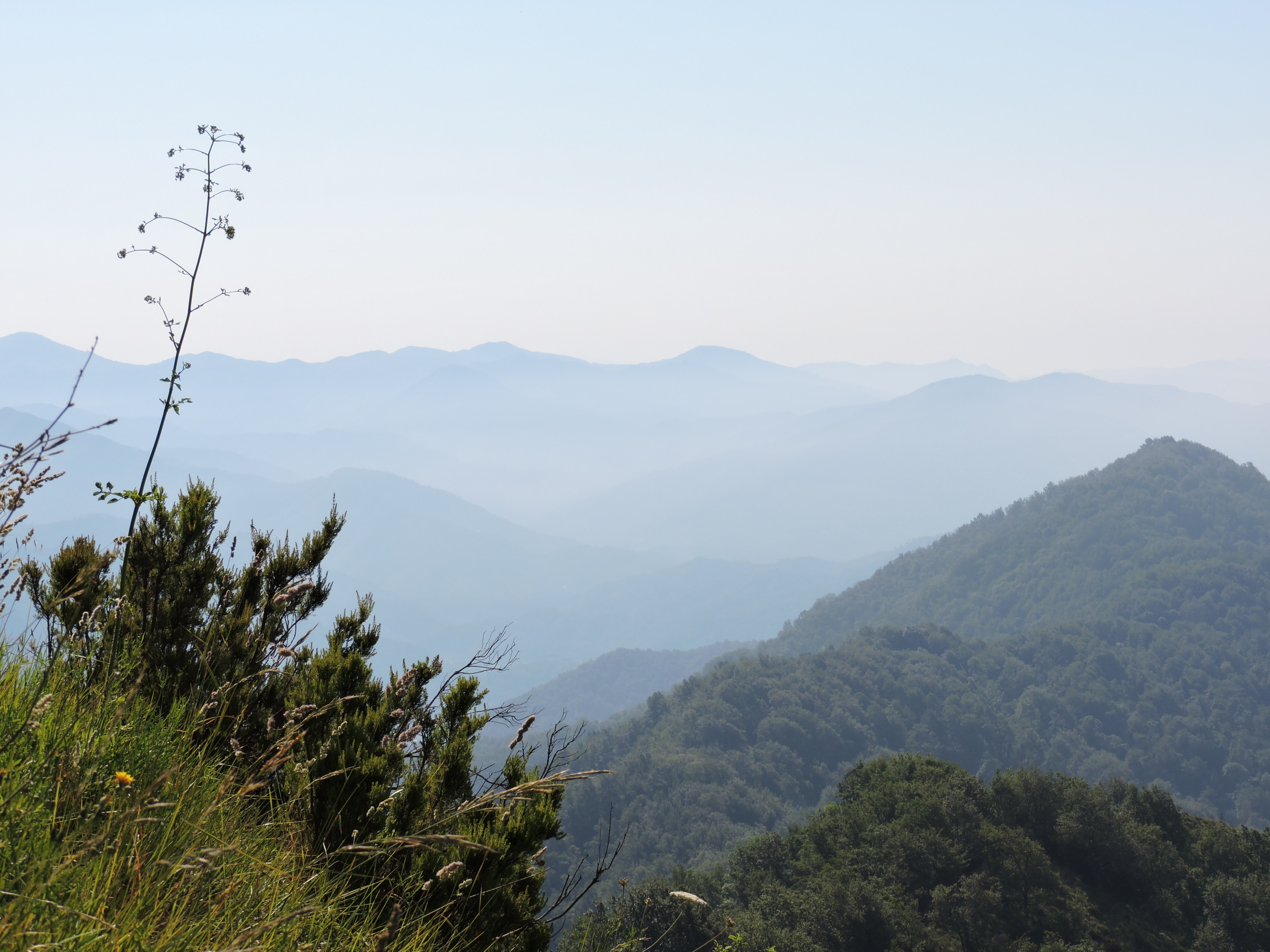
Panorama visibile dalla vetta.

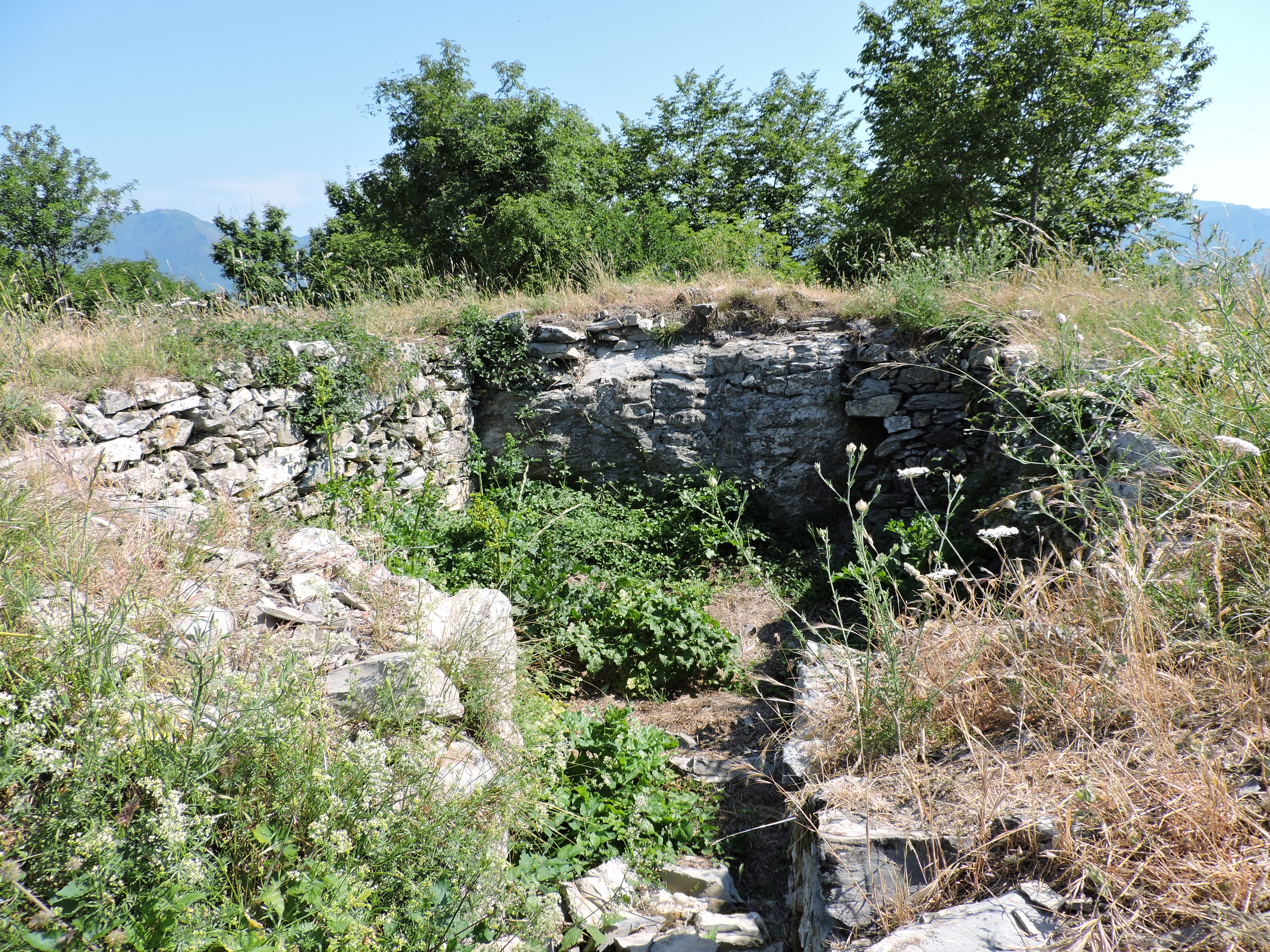
Posizione di avvistamento aereo

Sulla sua sommità vi sono i resti di una posizione di avvistamento aereo, risalente alla Seconda Guerra Mondiale.

## Rifugio Margherita
Il Rifugio Margherita si trova sulla cima di Monte Pegge, a un'altezza di 775 m s.l.m. Il Rifugio è gestito dagli Alpini del Gruppo di Rapallo; che lo mantengono aperto tutto l'anno, cosicché possa essere un riparo di fortuna per i numerosi escursionisti. Al suo interno possiamo trovare dei tavoli, delle sedie e un caminetto. All'esterno è presente una legnaia e anche dell'acqua, anche se non potabile, l'elettricità non è disponibile. Possiamo inoltre trovare un bagno, un kit di pronto soccorso e un telefono da usare in caso di emergenza. 

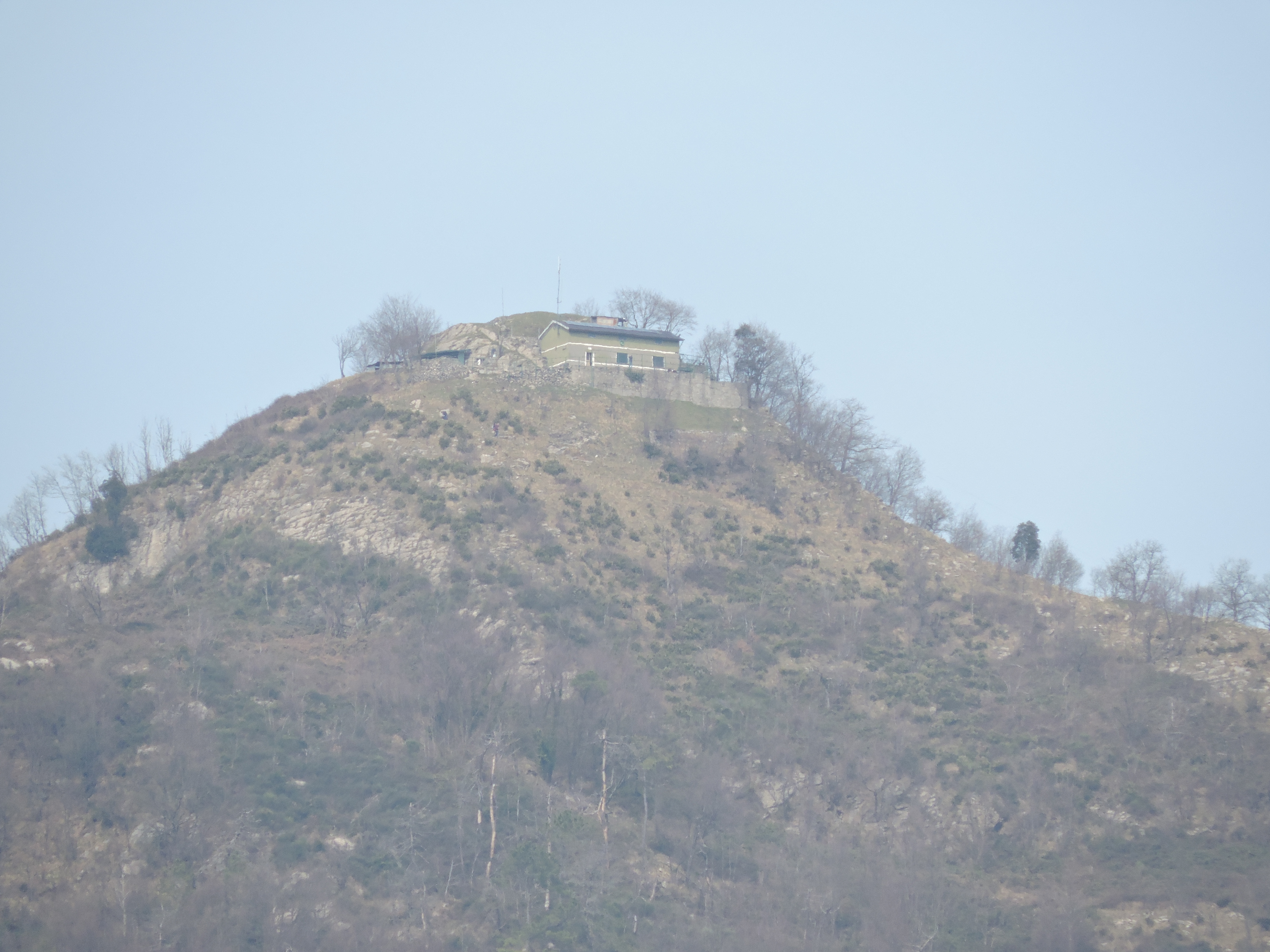
Il rifugio Margherita

## Come raggiungerlo

### I sentieri
Dal Santuario di Nostra Signora di Montallegro, prendendo un piccolo sentiero sulla sinistra si può raggiungere il Passo della Crocetta in circa 30 minuti, lì un cartello dà indicazioni per il Monte; la strada è in salita e non particolarmente difficile: andando a passo sostenuto si raggiunge la vetta in circa 60 minuti da Montallegro.
Arrivando invece dal Monte Manico del Lume (801 m s.l.m.), che è a sua volta raggiungibile da Ruta (Camogli), basta proseguire dritti, e, andando anche qui a passo sostenuto, il monte è raggiungibile in un'ora e 20 minuti. 

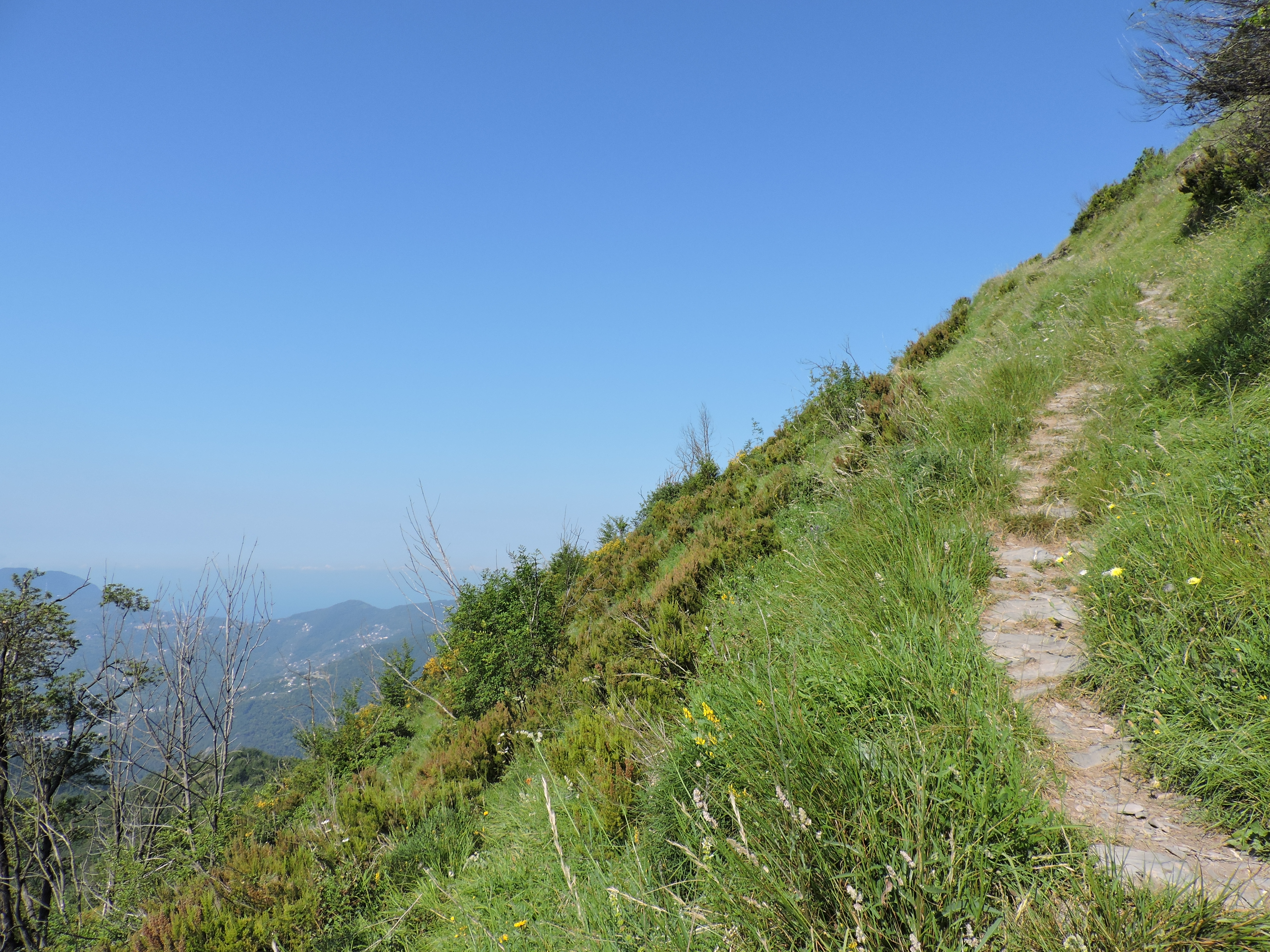
Il sentiero nella sua parte finale.

### In auto
Se invece si preferisce usare l'automobile, anche in questo caso bisogna raggiungere il Passo della Crocetta, (qui è presente uno spiazzo per poter posteggiare) e proseguire con l'unico Sentiero esistente già descritto poco fa.

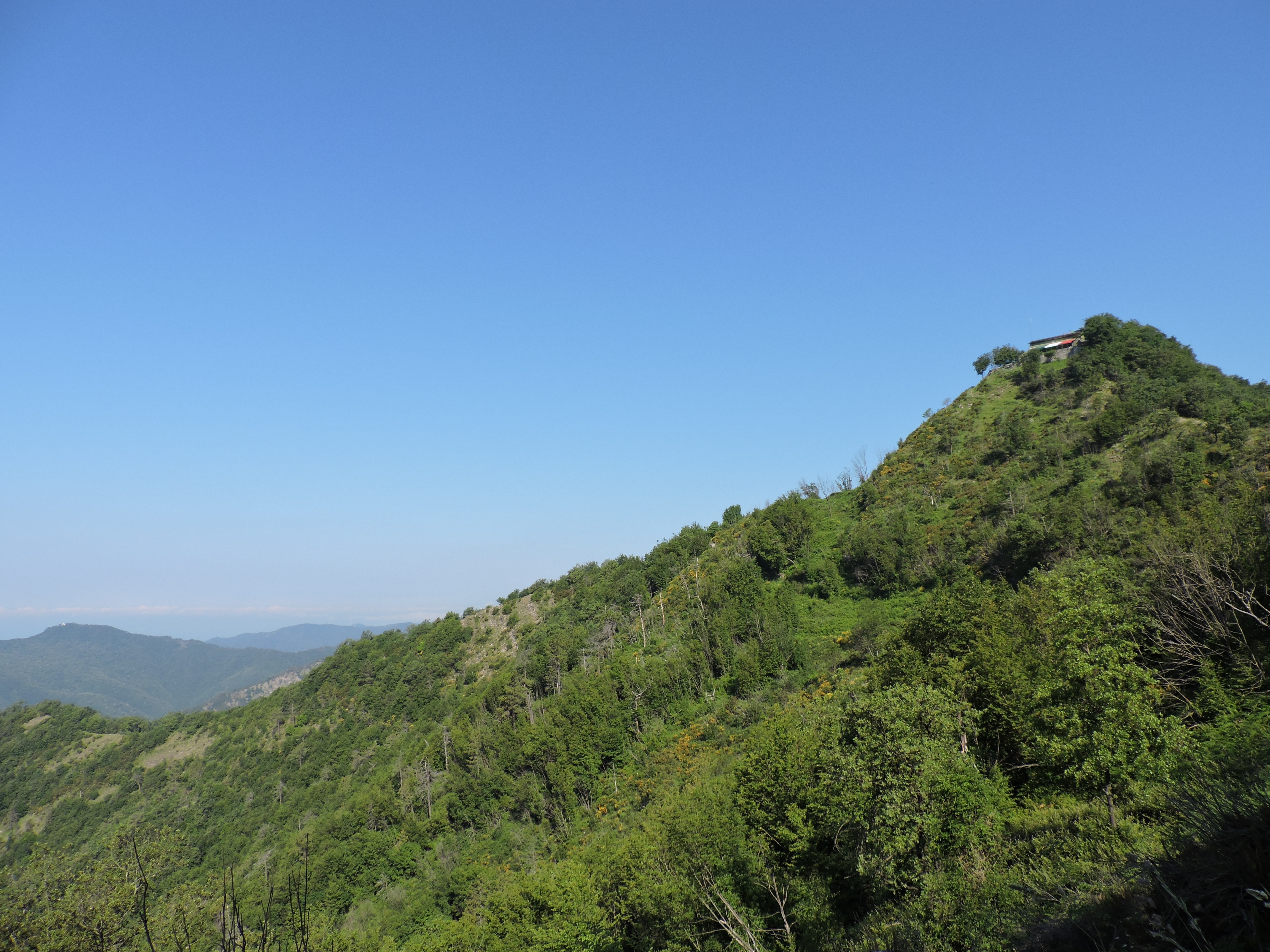
Monte Pegge in primavera

## Flora e fauna
La flora di Monte Pegge è molto varia, salendo verso la sua vetta possiamo trovare alcuni Gigli montani, delle Orchidee selvatiche, alcune Campanule, molte Margherite, Pini marittimi e arbusti. 

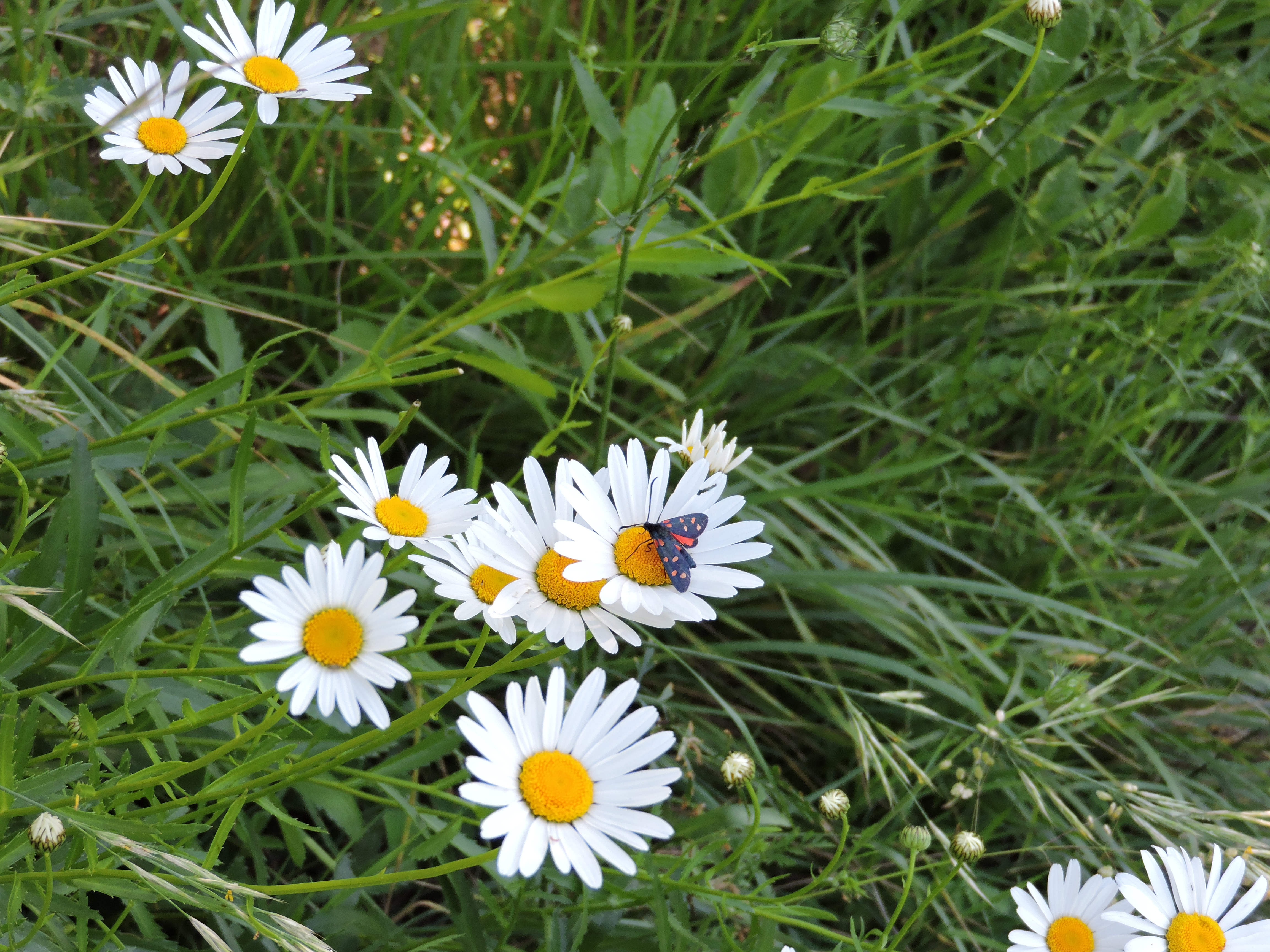
Alcune margherite e una farfalla sul Monte Pegge.

Per quanto riguarda la fauna possiamo notare Bisce e farfalle che sono piuttosto comuni; in occasioni più rare possiamo imbatterci in vipere e Capre.

## Meteo
In estate le temperature si aggirano intorno ai 25 gradi. In inverno la temperatura scende e nei mesi di Gennaio e Febbraio è possibile che nevichi. Nei mesi autunnali e invernali la temperatura, di norma, non sale mai al di sopra dei 7 gradi e non scende mai al di sotto dei -5.

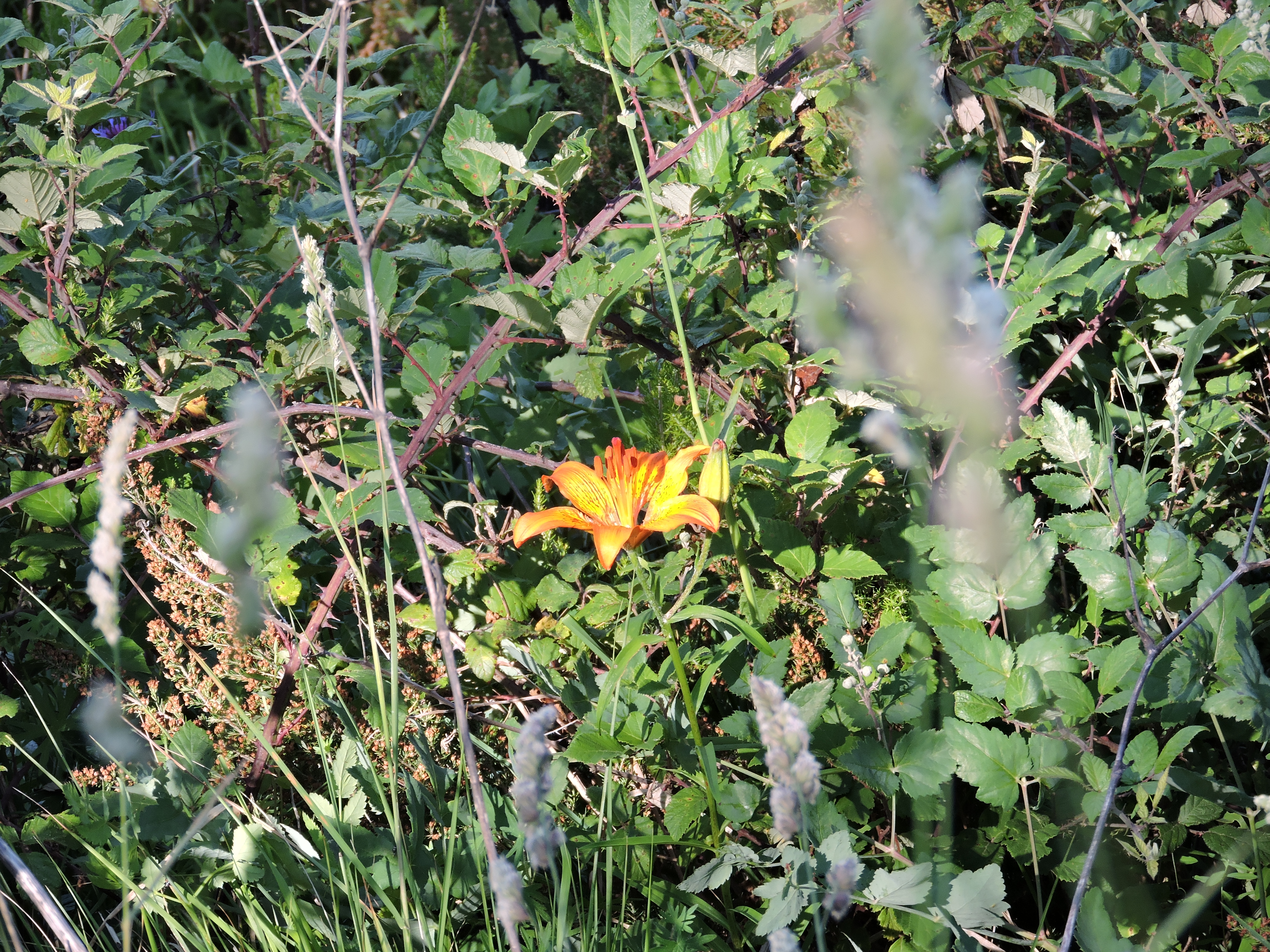
Giglio rosso sul Monte Pegge